# منتخب الفلبين لكرة القاعدة
منتخب الفلبين الوطني لكرة القاعدة (بالإنجليزية: Philippines national baseball team)‏ هو ممثل الفلبين الرسمي في المنافسات الدولية في كرة القاعدة .